# Charles Étienne Brasseur de Bourbourg
 (décembre 2020).
Si vous disposez d'ouvrages ou d'articles de référence ou si vous connaissez des sites web de qualité traitant du thème abordé ici, merci de compléter l'article en donnant les références utiles à sa vérifiabilité et en les liant à la section « Notes et références ».
Pour les articles homonymes, voir Brasseur et Bourbourg (homonymie).
Charles Étienne Brasseur, dit Brasseur de Bourbourg , né le 8 septembre 1814 à Bourbourg et mort le 8 janvier 1874 à Nice, est un missionnaire français, considéré comme l’un des pionniers de l’archéologie et de l’histoire précolombiennes.

## Biographie
Dans sa jeunesse, Brasseur s’est rendu à Gand, dans la Belgique récemment indépendante, pour étudier la théologie et la philosophie. Durant ses études, il s’est intéressé à l’écriture et, en 1837, il a commencé à rédiger des essais pour un journal parisien. Il a rédigé sous pseudonyme plusieurs récits historiques, dont l’un sur Jérusalem. Il a également publié plusieurs romans dans le style romantique très en vogue à l’époque, l’un, le Sérapéon, a reçu des critiques suggérant qu’il ressemblait beaucoup aux Martyrs de Chateaubriand. Ce genre d’insinuations de plagiat et d’inexactitudes dans ses œuvres sera formulé à plusieurs reprises au cours de sa carrière.
En dépit de ces critiques, sa réputation de jeune écrivain et intellectuel notable a continué à se développer. Il a transféré ses études et sa résidence à Rome où il a été ordonné prêtre catholique, en 1845, à l’âge de 30 ans, ayant attiré, un an auparavant, l’attention de l’abbé Gingras, rencontré à Rome. Apparemment impressionné, l’abbé Gingras a adjuré son ami et collègue, le vicaire général de Québec, l’abbé Cazeau, de procurer à Brasseur un emploi au séminaire. L’archevêque Signay ayant donné son assentiment, un an après son ordination, il quitta l’Europe, à l’automne 1845, pour le Canada, s’arrêtant brièvement à Boston.
À son arrivée à Québec, il a commencé à travailler comme professeur d’histoire ecclésiastique au Séminaire de Québec, où son œuvre a suscité l'intérêt et l'attention. Après un bref laps de temps, sa série de conférences a été interrompue, pour une raison non spécifiée. Il a alors mis à profit son temps libre pour entamer un programme de recherche sur l’histoire de l’archidiocèse de Québec, et en particulier sur son fondateur, François de Laval. Les résultats de ses recherches dans les archives ont été publiés au début de 1846 sous forme d’une biographie de Laval. Le contenu de cette brochure semble avoir quelque peu déplu à ses collègues canadiens, car un différend commençait qui rendait sa position incertaine, ou du moins inconfortable. Jean-Baptiste-Antoine Ferland a, en outre, réfuté ses doctrines sur l'histoire canadienne dans son livre Observations sur l'histoire ecclésiastique du Canada.
Ayant quitté le séminaire au cours de cette année, il est rentré à Boston où il a trouvé un emploi au diocèse. L’évêque actuel, John Bernard Fitzpatrick, avec qui il était manifestement plus proche que de ses anciens supérieurs, l’a nommé vicaire général du diocèse en 1846. Rentré, vers la fin de l’année, en Europe pour se consacrer à la recherche dans les archives de Rome et de Madrid, en prévision d’un nouveau projet de voyage en Amérique centrale, il voyage, de 1848 à 1863 comme missionnaire, principalement au Mexique et en Amérique centrale. Lors de ses voyages, il s’intéresse aux civilisations locales disparues et entreprend leur étude. Il publie une histoire de la civilisation aztèque de 1857 à 1859.
De 1861 à 1864, il prépare et fait publier plusieurs documents rédigés dans les langues locales indigènes. Il annonce en 1863 avoir découvert la clé de la transcription de l’écriture maya et publie ce qu’il croit être la traduction du Popol Vuh, le livre sacré des Mayas Quiché. Il publie aussi une grammaire du maya Quiché. À partir de 1869, il révèle ses principes de décryptage, notamment dans Manuscrit Troano, études sur le système graphique et la langue des Mayas qui prétend traduire le Codex Troano. Il est en fait dans l’erreur, ayant voulu voir dans l’écriture maya un simple alphabet. Ainsi il fallait lire les glyphes de gauche à droite mais de haut en bas, alors qu'il avait fait le contraire. Il faudra attendre plus de cent ans pour que les véritables clés de la transcription soient découvertes et les années 1970 pour que certains textes commencent à livrer leurs secrets.
Il fut archéologue officiel de l’expédition française du Mexique en 1864 et le gouvernement français publia en 1866 ses Monuments anciens du Mexique. En 1871 paraît sa Bibliothèque Mexico-Guatémalienne.

## Publications partielles

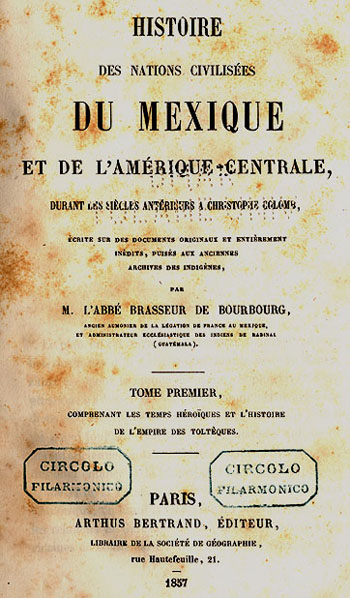
Histoire du Mexique (1857).

- Divers essais et articles pour Le Monde, Paris, 1837.
- Le Sérapéon, épisode de l’histoire du IVe siècle, roman, Paris, 1839.
- La dernière vestale, roman, Paris, 1839.
- Jérusalem, tableau de l’histoire et des vicissitudes de cette ville célèbre depuis son origine la plus reculée jusqu’à nos jours, sous le nom de plume d’Étienne de Ravensberg, Lille, France, 1843.
- Esquisse biographique sur Mgr de Laval, premier évêque de Québec, Québec, 1846.
- Histoire du Canada, de son Église et de ses missions depuis la découverte de l’Amérique jusqu’à nos jours, écrite sur des documents inédits compulsés dans les archives de l’archevêché et de la ville de Québec, etc., 2 vols., Paris, 1852.
- Le Khalife de Bagdad roman, Paris, 1853.
- Histoire du Patrimoine de Saint-Pierre depuis les temps apostoliques jusqu’à nos jours, Plancy, Paris, Arras, Amiens, 1853.
- Histoire des nations civilisées du Mexique et de l’Amérique Centrale, durant les siècles antérieurs à Christophe Colomb…, 4 vols., Paris, 1857-5
- Voyage sur l’Isthme de Tehuantepec dans l’État de Chiapas et la République de Guatémala, 1859 et 1860, Paris, 1861.
- S'il existe des sources de l'histoire primitive du Mexique dans les monuments égyptiens et de l'histoire primitive de l' Ancien Monde dans les monuments américains, Paris, Maisonneuve 1864.
- Popol Vuh, le livre sacré et les mythes de l’antiquité américaine. Texte quiché et traduction française, 1861.
- Grammatica de la lengua quiche. Grammaire de la langue quichée espagnole-française, Paris, 1862, XXI-246 p.
- Sommaire des voyages scientifiques et des travaux de géographie, d’histoire, d’archéologie et de philologie américaines, Saint-Cloud, 1862.
- Relation des choses du Yucatán de Diego de Landa, Paris, reproduction et traduction l’œuvre de de Landa, 1864.
- Monuments anciens du Mexique. recherches sur les ruines de Palenqué et sur les origines de la civilisation du Mexique, illustrations de Jean-Frédéric Waldeck, Paris, 1866.
- Quatre lettres sur le Mexique, Paris, 1868.
- Manuscrit Troano, étude sur le système graphique et la langue des Mayas, 2 vols., Paris, 1869-70.
- Bibliothèque Mexico-guatémalienne, Paris, 1871.
- Catalogue des caractères mayas, [s.l.n.d.], 23 p.

Les rapports de Brasseur au ministère de l’Instruction publique sur le Mexique et l'Amérique centrale sont conservés aux Archives nationales sous la cote F17/2942.